# Teratocoris caricis
Teratocoris caricis är en insektsart som beskrevs av George Willis Kirkaldy 1909. Teratocoris caricis ingår i släktet Teratocoris och familjen ängsskinnbaggar. Arten är reproducerande i Sverige. Inga underarter finns listade i Catalogue of Life.